# Наполеон Эжен

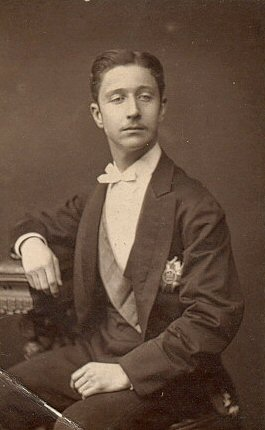
Наполеон Эжен, принц империи

Наполео́н IV Эже́н Луи Жан Жозеф Бонапарт (фр. Napoléon Eugène Louis Jean Joseph, Prince Impérial; 16 марта 1856 — 1 июня 1879) — императорский принц Франции и сын Франции, был единственным ребёнком Наполеона III и императрицы Евгении Монтихо. Внук Людовика I, короля Голландии. Последний наследник французского престола, который так и не стал императором.

## Наследник

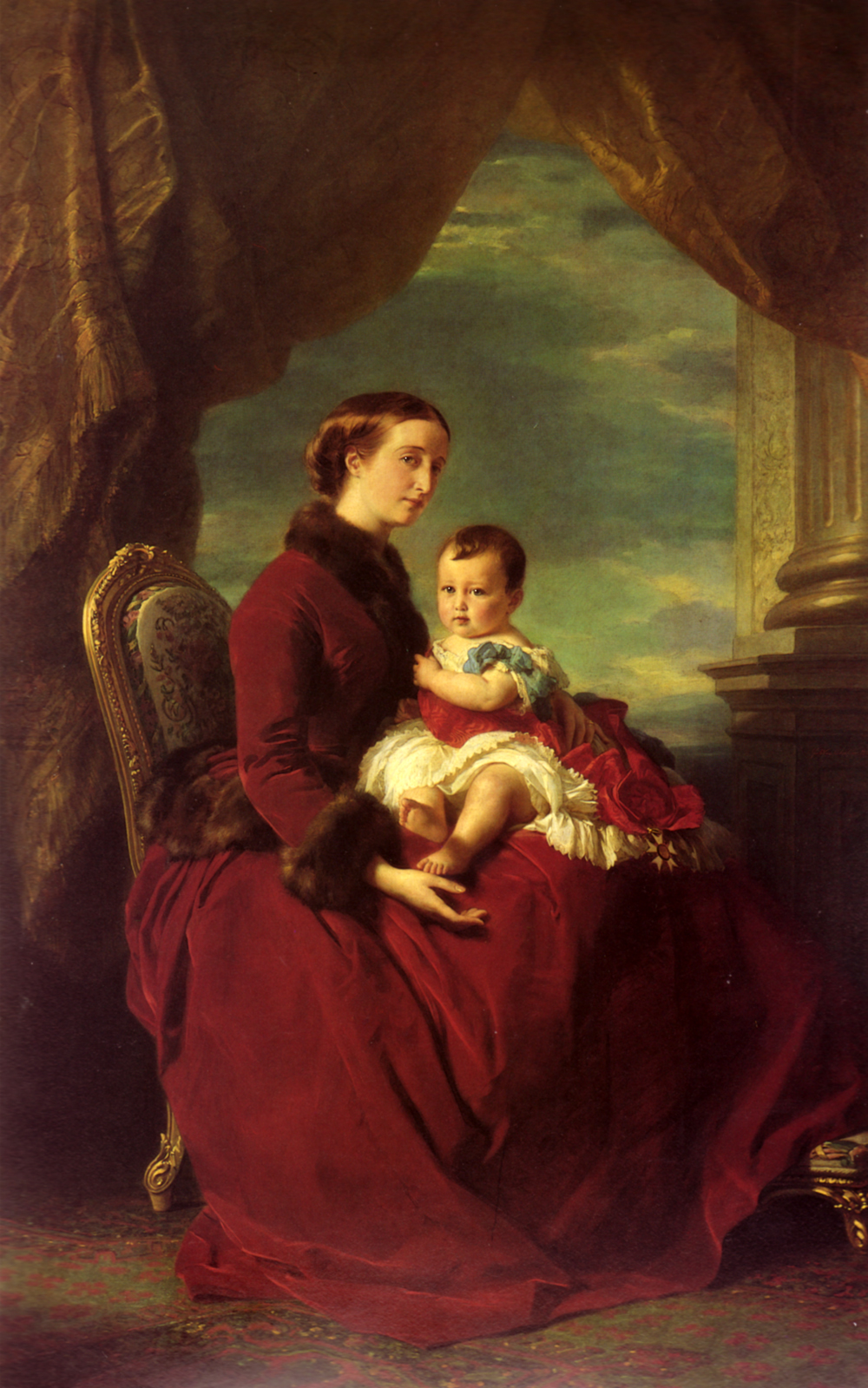
Наполеон IV в детстве с матерью, императрицей Евгенией. Художник Винтергальтер

До его рождения наследником Второй империи был дядя Наполеона III, младший брат Наполеона I Жером Бонапарт, отношения с детьми которого у императора были натянуты. Обзаведение семьёй было политической задачей для Наполеона III с момента провозглашения империи 2 декабря 1852 года; будучи на момент захвата власти холостым, новоиспечённый император искал невесту из царствующего дома, но был вынужден довольствоваться уже в 1853 году браком с испанской дворянкой Евгенией Монтихо. Рождение сына у четы Бонапартов, после трёх лет брака, широко праздновалось в государстве; из пушек в Доме Инвалидов был отдан салют в 101 выстрел. После появления на свет в 1856 году наследного принца Наполеона IV появилась очень распространённая кадриль Prince Imperial (вероятно, по названию титула, который носил ребёнок до 1870 года). Заочным крёстным отцом принца стал папа римский Пий IX. С момента рождения (роды, по французской королевской традиции, происходили в присутствии высших сановников государства, включая детей Жерома Бонапарта) принц империи считался преемником отца; он был последним французским престолонаследником и последним носителем титула «сын Франции». Был известен как Луи или, уменьшительно, принц Лулу.
Наследник воспитывался во дворце Тюильри вместе со своими двоюродными сёстрами по матери, княжнами Альба. С детства он хорошо владел английским языком и латынью, а также получил хорошее математическое образование.
В начале франко-прусской войны 1870—1871 годов 14-летний принц сопровождал отца на фронт и под Саарбрюккеном 2 августа 1870 года с храбростью принял боевое крещение; зрелище войны, однако, вызвало у него психологический кризис. После того, как 2 сентября отец попал в плен, а в тылу империя была объявлена низложенной, принц был вынужден отправиться из Шалона в Бельгию, а оттуда в Великобританию. Он поселился с матерью в имении Кемден-хаус в Чизлхёрсте, Кент (ныне в черте Лондона), куда затем приехал и освобождённый из немецкого плена Наполеон III.

## Глава династии

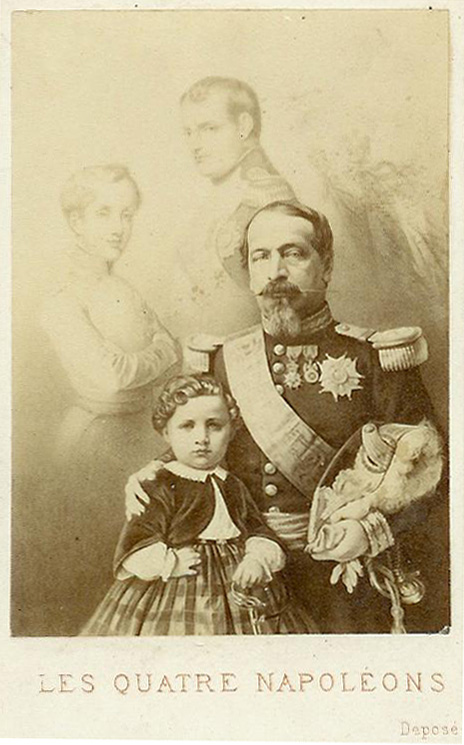
Четыре Наполеона. Пропагандистский монтаж времён Второй империи

После кончины экс-императора в январе 1873 года и 18-летия принца, исполнившегося в марте 1874 года, бонапартистская партия провозгласила «принца Лулу» претендентом на императорский престол и главой династии как Наполеона IV (фр. Napoléon IV). Его оппонентами в борьбе за влияние на французских монархистов оказались легитимистская партия во главе с графом Шамбором, внуком Карла X, и орлеанистская партия во главе с графом Парижским, внуком Луи-Филиппа I (последний также жил в Великобритании).
Принц имел репутацию обаятельного и талантливого юноши, его личная жизнь была безупречной. Его шансы на восстановление власти во Франции в период нестабильного существования Третьей республики в 1870-е годы котировались довольно высоко (тем более что карта графа Шамбора была фактически отыграна после его отказа от трёхцветного знамени в 1873 году). Наполеон IV считался завидным женихом, в своём дневнике полушутя возможность брака с ним упоминает Мария Башкирцева. Одно время обсуждался проект брака между ним и младшей дочерью королевы Виктории, принцессой Беатрисой.
Принц поступил в Британский военный колледж в Вулидже, окончил его в 1878 году 17-м в выпуске и начал службу в артиллерии (как и его великий двоюродный дед). Он подружился с представителями шведской королевской семьи (король Швеции Оскар II был внуком наполеоновского маршала Жана Батиста Бернадота (Карла XIV Юхана) и правнуком Жозефины Богарне).

## Гибель

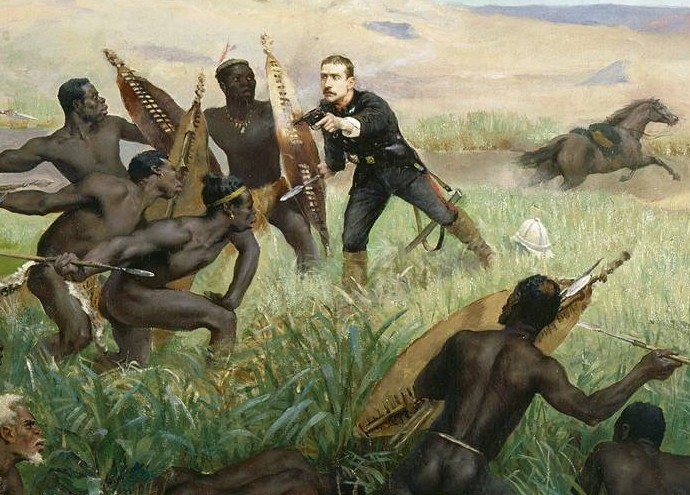
Гибель принца Евгения Наполеона (картина П.-Ж. Жамэна 1882 года в музее Второй империи, Компьень, Франция; фрагмент).

После начала англо-зулусской войны в 1879 году принц империи, в чине лейтенанта, по собственному желанию отправился на эту войну. Причиной этого рокового поступка многие биографы считают тяготившую молодого Наполеона зависимость от матери.
После прибытия в Южную Африку (Натал) он почти не участвовал в стычках с зулусами, поскольку главнокомандующий, лорд Челмсфорд, опасаясь политических последствий, велел следить за ним и препятствовать его присутствию на передовой. Однако 31 мая ему разрешили участвовать в разведке на территории, считавшейся свободной от зулусских копейщиков. Утром 1 июня Наполеон и лейтенант Кэри с небольшим отрядом отправились в Зулуленд. В полдень, не заметив ничего подозрительного, группа расположилась на привал в покинутом краале около реки Итьотьоси. Никакого наблюдения выставлено не было. Когда отряд собирался выступать, он был атакован группой из 40 зулусов. Лошадь принца понеслась прежде, чем он успел вскочить в седло. Он уцепился за притороченную к седлу кобуру, но через 100 ярдов (90 м) ремень порвался, и принц упал под копыта, при этом его правая рука была повреждена. Он вскочил, выхватывая револьвер левой рукой, и побежал, но зулусы бежали быстрее. Принц был ранен копьём в бедро, но выхватил ассегай из раны. Когда он повернулся и выстрелил в своих преследователей, другой ассегай, брошенный зулусом по имени Забанга, пронзил ему левое плечо. Принц пытался защищаться, используя ассегай, который он вытащил из своей ноги, но, ослабев от ран, опустился на землю. На его теле было обнаружено 18 ран от зулусских ассегаев; безусловно смертельным оказался удар в правый глаз. Были убиты также два британца. Лейтенант Кэри и 4 солдата находились в 50 ярдах от места последнего боя принца, но не стреляли в зулусов. В британском обществе обсуждался вопрос, не бежал ли лейтенант Кэри с поля боя, оставив принца на произвол судьбы. Принц погиб всего за месяц до захвата англичанами в июле 1879 году столицы зулусов Улунди и окончания войны.
Смерть Наполеона Эжена привела к утрате практически всех надежд бонапартистов на реставрацию их дома во Франции; главенство в семье перешло к малоактивным и непопулярным потомкам Жерома Бонапарта (правда, перед роковым отъездом в Африку принц назначил своим преемником не старшего в семье своего двоюродного дядю, «принца Наполеона», известного как «Плон-Плон», из-за его дурной репутации среди бонапартистов, а сына последнего, принца Виктора, он же Наполеон V). С другой стороны, как раз в год гибели принца (1879) в Елисейском дворце монархиста маршала Мак-Магона сменил убеждённый республиканец президент Жюль Греви, при котором монархические заговоры (см. Буланже) потерпели поражение, и государственный строй Третьей республики упрочился.

## Память

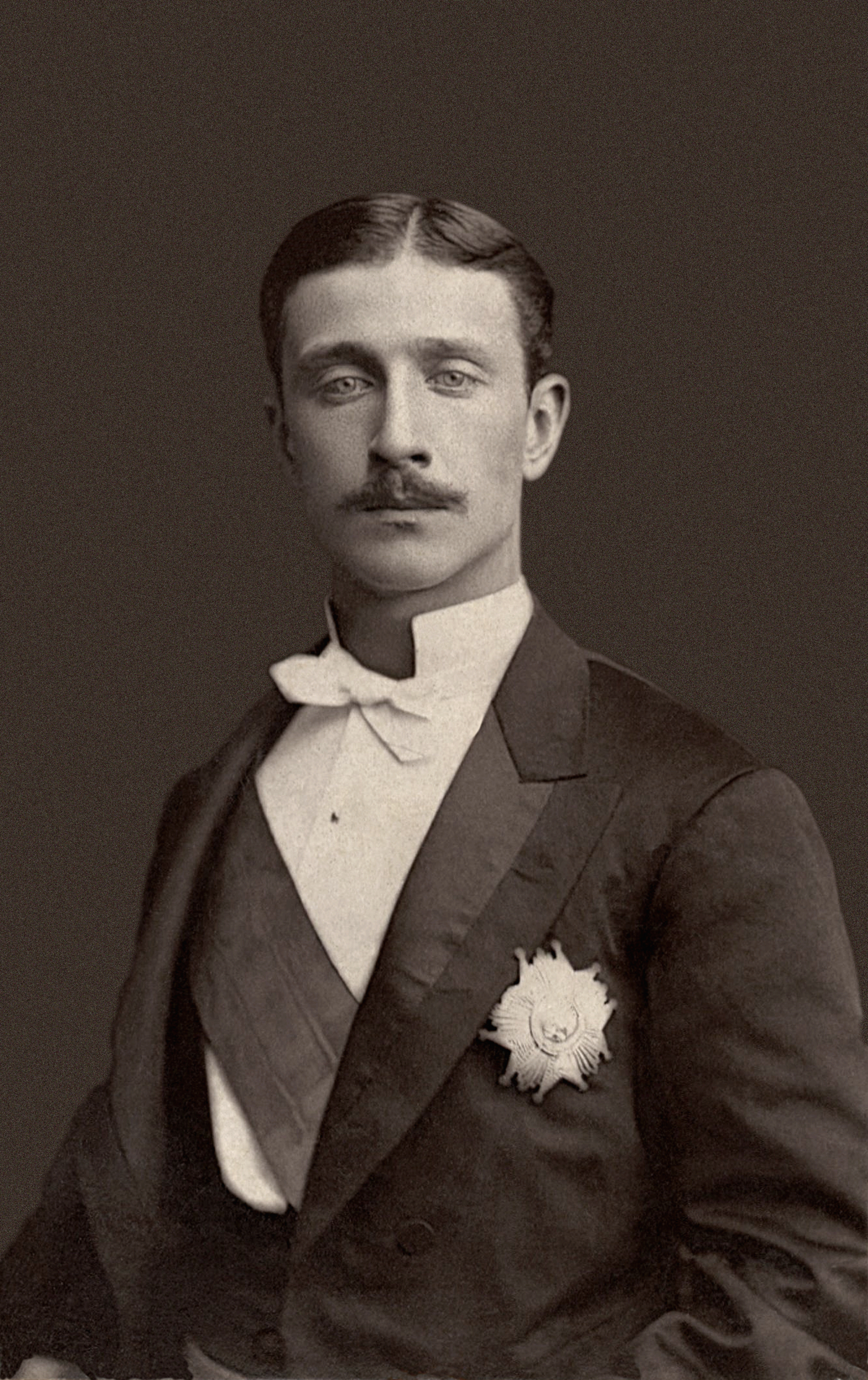
1878

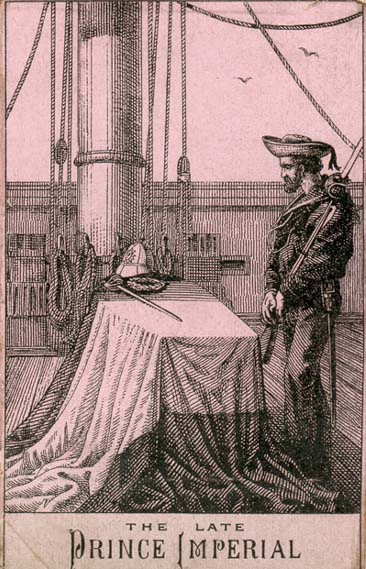
Доставка гроба принца империи в Великобританию

Тело принца было привезено на корабле в Англию и похоронено в Чизлхерте, а впоследствии, вместе с прахом отца, перенесено в специальный мавзолей, возведённый для мужа и сына Евгенией в имперской крипте аббатства Св. Михаила в Фарнборо, Хемпшир. Евгения, согласно британским законам, должна была опознать тело сына, но оно было так изуродовано, что ей помог лишь послеоперационный шрам на бедре. На похоронах присутствовали королева Виктория, принц Уэльский Эдуард, все Бонапарты и несколько тысяч бонапартистов. Сама Евгения, пережившая родных почти на полвека, была погребена там же в 1920.
Виктория хотела воздвигнуть своему несостоявшемуся зятю, павшему на британской службе, памятник в Вестминстерском аббатстве, но этот проект был отклонён парламентом из-за голосов либералов. Вместо этого королева почтила «Маленького принца» памятником в часовне св. Георгия в Виндзорском замке, рядом с могилой своего мужа Альберта. Памятник принцу воздвигли также жители Чизлхерста, в лесу около Кэмден-хауса. На нём выбиты слова из завещания принца, написанного перед отъездом в Африку: «Я умру с чувством глубочайшей благодарности её величеству Королеве, всей королевской семье и стране, где на протяжении восьми лет я пользовался таким сердечным гостеприимством».
Памяти принца Оскар Уайльд посвятил стихотворение (перевод Е. Витковского):
     …Несчастный мальчик! Ты чужою жертвой

     Стал на чужбине, — о твоей судьбе

     Не будет слезы лить легионер твой!

     Французская республика тебе

     Воздаст почёт венком солдатской славы,

     Не королю отсалютует, — нет!

     Твоя душа — достойна дать ответ

     Величественному столпу державы…
Принца в детстве писали многие известные художники Европы, включая портретиста монархов Франца Ксавье Винтергальтера. В парижском музее Орсе имеется входящая в экспозицию музея мраморная статуя работы Жана-Батиста Карпо, изображающая 10-летнего принца с собакой Неро. Скульптура приобрела большую известность и стала предметом многочисленных реплик (после падения империи Севрская мануфактура выпускала реплики-статуэтки уже под названием «Ребёнок с собакой»).

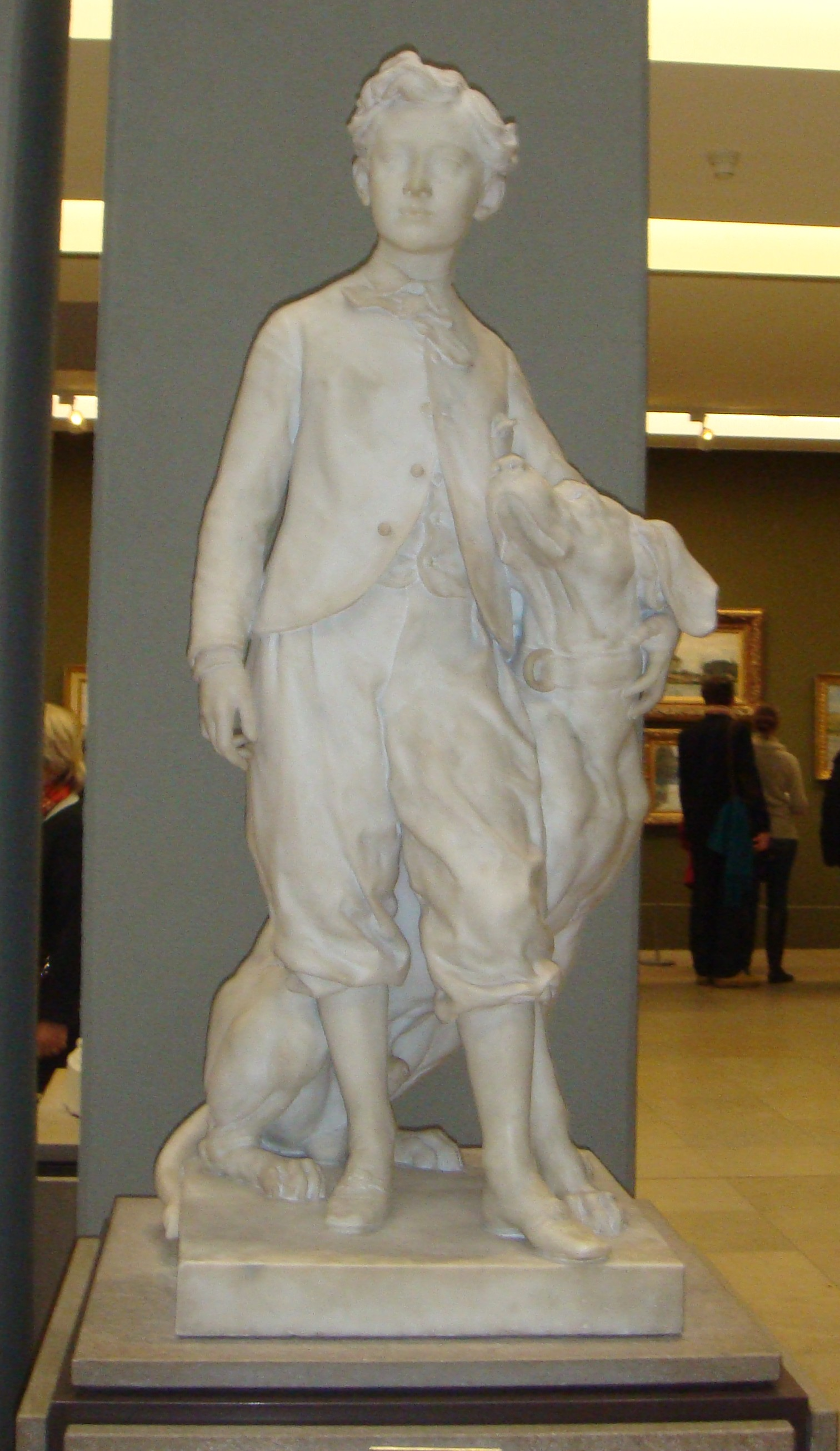
Ж.-Б. Карпо. Принц с собакой. Музей Орсе

В 1998 году в честь принца был назван открытый франко-канадскими астрономами астероид-луна «Маленький принц» — спутник названного в честь его матери астероида Евгения. Название отсылает, помимо Наполеона IV, и к знаменитой повести Антуана де Сент-Экзюпери, где Маленький принц живёт на собственной маленькой планете. Официальное объяснение выбора названия планеты подчёркивает параллели между двумя принцами — Наполеоном и героем Экзюпери (оба принца были молоды, отважны и небольшого роста, покинули свой уютный мир, их путешествие трагически завершилось в Африке).

### Художественная литература о Наполеоне IV
- Rostand, Maurice, Napoléon IV, Paris: Edition l’illustration, 1928 (Морис Ростан. Наполеон IV. Пьеса в 4 действиях. — Париж, 1928.)
- Dauthage, Heinrich, Napoleon IV. Ein ungeschichtliches Schauspiel geschichtlicher Ereignisse und Personen. Berlin: Zsolnay, 1938.